# واحدة بواحدة (فلم)
واحدة بواحدة فيلم مصري أنتج العام 1984. تدور أحداثه حول "صلاح فؤاد" الرجل صاحب العلاقات النسائية المتعددة، والذي يعمل في مجال الدعاية والإعلان. يتورط صلاح في الإعلان عن سلعة ليس لها وجود تحمل اسم «الفنكوش»، وتتوالي المواقف الكوميدية في الفيلم الذي أخرجه نادر جلال، وهو تمصير من فلم عد يا حبيبي.

## تمثيل
- عادل إمام (صلاح فؤاد)
- ميرفت أمين (ميساء)
- أحمد راتب (علي عبد الظاهر)
- زيزي مصطفى (زيزي روكا).
- علي الشريف (مرسي مدير مصنع الورنيش)
- ليلى فهمي (منى)
- حافظ أمين (هريدي السكرتير)
- محمود الزهيري (دكتور أيوب)

## طاقم العمل
- نادر جلال (قصة وسيناريو وحوار، إخراج)
- أمالي بهنسي (مخرج مساعد)

## وصلات خارجية
- مقالات تستعمل روابط فنية بلا صلة مع ويكي بيانات